# Lesovsky
Lesovsky – konstruktor samochodów wyścigowych. Samochody Lesovsky brały udział w zawodach Formuły 1 (tylko Indianapolis 500) w latach 1950–1953 i 1956–1960.

## Wyniki w Indianapolis 500
| Sezon | Kierowca       | Start. | Msc. | Pkt. | Uwagi           | Opis |
| ----- | -------------- | ------ | ---- | ---- | --------------- | ---- |
| 1950  | George Connor  | 4      | 8    |      |                 | opis |
| 1950  | Troy Ruttman   | 24     | 15   |      |                 | opis |
| 1951  | George Connor  | 21     | NU   |      | skrzynia biegów | opis |
| 1952  | Duane Carter   | 6      | 4    | 3    |                 | opis |
| 1952  | Henry Banks    | 12     | 19   |      |                 | opis |
| 1952  | Manny Ayulo    | 28     | 20   |      |                 | opis |
| 1953  | Duane Carter   | 27     | NU   | 2    | zapłon          | opis |
| 1956  | Jimmy Reece    | 21     | 9    |      |                 | opis |
| 1957  | Gene Hartley   | 14     | 10   |      |                 | opis |
| 1957  | Rodger Ward    | 24     | NU   |      | kompresor       | opis |
| 1958  | Jack Turner    | 10     | NU   |      | pompa paliwa    | opis |
| 1958  | Rodger Ward    | 11     | NU   |      | zapłon          | opis |
| 1959  | Johnny Thomson | 1      | 3    | 4    |                 | opis |
| 1959  | Len Sutton     | 22     | NU   |      | wypadek         | opis |
| 1960  | Johnny Thomson | 17     | 5    | 2    |                 | opis |